# Malaxis thwaitesii
Malaxis thwaitesii là một loài thực vật có hoa trong họ Lan. Loài này được Bennet mô tả khoa học đầu tiên năm 1982.